# Championnat de Tunisie de football 2016-2017
Navigation
Saison précédente Saison suivante
La saison 2016-2017 du championnat de Tunisie de football est la 62e édition de la première division tunisienne à poule unique, la Ligue Professionnelle 1. Les seize meilleurs clubs tunisiens sont divisés en deux poules de huit équipes chacune qui jouent les unes contre les autres à deux reprises durant la saison, à domicile et à l'extérieur.
L'Étoile sportive du Sahel est le tenant du titre. Ses principaux adversaires pour la victoire finale sont le Club africain, le Club sportif sfaxien et l'Espérance sportive de Tunis. Les deux premiers du classement se qualifient pour la Ligue des champions de la CAF 2017 tandis que le troisième participe à la coupe de la confédération 2017.
| \| CA EST ASM UST CSHL CAB OB ESM ESS JSK CSS SG ESZ USBG ASG EOSB \| Localisation des clubs engagés dans le championnat. |
| CA EST ASM UST CSHL CAB OB ESM ESS JSK CSS SG ESZ USBG ASG EOSB                                                           |

## Participants
Les treize premiers du championnat 2015-2016 ainsi que les trois premiers du championnat de Ligue II participent à la compétition.
| Club                            | Dernière montée | Classement 2015-2016 | Entraîneur                                                 | Depuis | Stade                          | Capacité théorique | Ville       |
| ------------------------------- | --------------- | -------------------- | ---------------------------------------------------------- | ------ | ------------------------------ | ------------------ | ----------- |
| Étoile sportive du Sahel        | 1962            | 1re                  | Faouzi Benzarti Hubert Velud                               | 2017   | Stade olympique de Sousse      | 28 000             | Sousse      |
| Espérance sportive de Tunis     | 1971            | 2e                   | Ammar Souayah Faouzi Benzarti                              | 2015   | Stade olympique de Radès       | 60 000             | Tunis       |
| Club sportif sfaxien            | 1947            | 3e                   | Chiheb Ellili Néstor Clausen Jorge Costa                   | 2017   | Stade Taïeb-Mehiri             | 22 000             | Sfax        |
| Étoile sportive de Métlaoui     | 2013            | 4e                   | Mohamed Kouki                                              | 2014   | Stade municipal de Métlaoui    | 5 000              | Métlaoui    |
| Club athlétique bizertin        | 1990            | 5e                   | Sofien Hidoussi Maher Kanzari Lassaad Dridi                | 2017   | Stade du 15-Octobre            | 20 000             | Bizerte     |
| Club africain                   | 1937            | 6e                   | Kais Yaâkoubi Chiheb Ellili                                | 2016   | Stade olympique de Radès       | 60 000             | Tunis       |
| Étoile olympique de Sidi Bouzid | 2015            | 7e                   | Lassaâd Maâmar (en) Khaled Mouelhi Tarek Thabet            | 2016   | Stade municipal de Sidi Bouzid | 3 000              | Sidi Bouzid |
| Club sportif de Hammam Lif      | 2000            | 8e                   | Bernard Rodriguez Kamel Zouaghi                            | 2016   | Stade municipal de Hammam Lif  | 8 000              | Hammam Lif  |
| Jeunesse sportive kairouanaise  | 2009            | 9e                   | Antônio Dumas Sofiene Hidoussi Ridha Jeddi Khemaïs Laabidi | 2017   | Stade Hamda-Laouani            | 5 000              | Kairouan    |
| Avenir sportif de La Marsa      | 2010            | 10e                  | Gérard Buscher Khaled Ben Sassi                            | 2016   | Stade Abdelaziz-Chtioui        | 6 000              | La Marsa    |
| Union sportive de Ben Guerdane  | 2015            | 11e                  | Chokri Khatoui                                             | 2016   | Stade du 7-Mars                | 10 000             | Ben Gardane |
| Stade gabésien                  | 2012            | 12e                  | Lassaad Dridi Mourad Okbi                                  | 2016   | Stade olympique de Gabès       | 15 000             | Gabès       |
| Espérance sportive de Zarzis    | 2014            | 13e                  | Moncef Mchareg Ahmed Labyadh Mounir Rached                 | 2016   | Stade Jlidi                    | 7 000              | Zarzis      |
| Avenir sportif de Gabès         | 2016            | 1er (L2)             | Hedi Mokrani Skander Kasri                                 | 2016   | Stade olympique de Gabès       | 10 000             | Gabès       |
| Union sportive de Tataouine     | 2016            | 2e (L2)              | Ahmed Dridi                                                | 2013   | Stade Néjib-Khattab            | 5 000              | Tataouine   |
| Olympique de Béja               | 2016            | 3e (L2)              | Lotfi Sebti Joaquin López Martinez                         | 2016   | Stade Boujemaa-Kmiti           | 8 000              | Béja        |

Légende des couleurs
- Ligue des champions de la CAF 2017
- Coupe de la confédération 2017
- Promu de la Ligue II 2015-2016

## Première phase

### Groupe A
Le barème de points servant à établir le classement se décompose ainsi :
- Victoire : 3 points
- Match nul : 1 point
- Défaite : 0 point

| \| Rang \| Équipe \| Pts \| J \| G \| N \| P \| Bp \| Bc \| Diff \| \| ---- \| ------------------------------- \| --- \| -- \| - \| - \| - \| -- \| -- \| ---- \| \| 1 \| Club sportif sfaxien \| 30 \| 14 \| 9 \| 3 \| 2 \| 18 \| 5 \| +13 \| \| 2 \| Étoile sportive du Sahel T \| 26 \| 14 \| 8 \| 2 \| 4 \| 24 \| 13 \| +11 \| \| 3 \| Union sportive de Ben Guerdane \| 24 \| 14 \| 6 \| 6 \| 2 \| 11 \| 6 \| +5 \| \| 4 \| Club athlétique bizertin \| 22 \| 14 \| 6 \| 4 \| 4 \| 13 \| 12 \| +1 \| \| 5 \| Espérance sportive de Zarzis \| 15 \| 14 \| 3 \| 6 \| 5 \| 9 \| 14 \| -5 \| \| 6 \| Union sportive de Tataouine P \| 12 \| 14 \| 2 \| 6 \| 6 \| 13 \| 15 \| -2 \| \| 7 \| Jeunesse sportive kairouanaise \| 12 \| 14 \| 3 \| 3 \| 8 \| 10 \| 18 \| -8 \| \| 8 \| Étoile olympique de Sidi Bouzid \| 11 \| 14 \| 3 \| 2 \| 9 \| 8 \| 23 \| -15 \| | - 1er, 2e et 3e : Qualifiés pour les play-off - 4e, 5e, 6e et 7e : Qualifiés pour les play-out - 8e : Relégué en Ligue II 2017-2018 Abréviations - T : Tenant du titre - C : Vainqueur de la coupe de Tunisie 2016 - P : Promus de Ligue II 2015-2016 |     |    |   |   |   |    |    |      |
| Rang | Équipe | Pts | J  | G | N | P | Bp | Bc | Diff |
| 1 | Club sportif sfaxien | 30  | 14 | 9 | 3 | 2 | 18 | 5  | +13  |
| 2 | Étoile sportive du Sahel T | 26  | 14 | 8 | 2 | 4 | 24 | 13 | +11  |
| 3 | Union sportive de Ben Guerdane | 24  | 14 | 6 | 6 | 2 | 11 | 6  | +5   |
| 4 | Club athlétique bizertin | 22  | 14 | 6 | 4 | 4 | 13 | 12 | +1   |
| 5 | Espérance sportive de Zarzis | 15  | 14 | 3 | 6 | 5 | 9  | 14 | -5   |
| 6 | Union sportive de Tataouine P | 12  | 14 | 2 | 6 | 6 | 13 | 15 | -2   |
| 7 | Jeunesse sportive kairouanaise | 12  | 14 | 3 | 3 | 8 | 10 | 18 | -8   |
| 8 | Étoile olympique de Sidi Bouzid | 11  | 14 | 3 | 2 | 9 | 8  | 23 | -15  |

#### Résultats
| Résultats (▼dom., ►ext.)                                   | ESS | CSS | CAB | EOSB | JSK | ESZ | USBG | UST |
| ESS                                                        |     | 1-0 | 5-1 | 4-2  | 2-0 | 3-0 | 1-0  | 2-1 |
| CSS                                                        | 1-1 |     | 2-0 | 3-0  | 3-0 | 2-1 | 2-1  | 2-0 |
| CAB                                                        | 1-0 | 0-1 |     | 2-0  | 2-1 | 1-1 | 0-0  | 2-1 |
| EOSB                                                       | 1-0 | 0-1 | 0-3 |      | 1-0 | 1-1 | 0-1  | 2-2 |
| JSK                                                        | 2-3 | 1-0 | 0-1 | 0-1  |     | 2-0 | 1-1  | 2-1 |
| ESZ                                                        | 1-0 | 0-0 | 0-0 | 1-0  | 2-0 |     | 0-0  | 1-1 |
| USBG                                                       | 1-0 | 0-0 | 1-0 | 1-0  | 1-1 | 3-1 |      | 1-0 |
| UST                                                        | 2-2 | 0-1 | 0-0 | 4-0  | 0-0 | 1-0 | 0-0  |     |
| - Victoire à domicile - Match nul - Victoire à l'extérieur |     |     |     |      |     |     |      |     |

### Groupe B
Le barème de points servant à établir le classement se décompose ainsi :
- Victoire : 3 points
- Match nul : 1 point
- Défaite : 0 point

| \| Rang \| Équipe \| Pts \| J \| G \| N \| P \| Bp \| Bc \| Diff \| \| ---- \| ----------------------------- \| --- \| -- \| - \| - \| - \| -- \| -- \| ---- \| \| 1 \| Espérance sportive de Tunis C \| 29 \| 14 \| 8 \| 5 \| 1 \| 19 \| 6 \| +13 \| \| 2 \| Club africain \| 27 \| 14 \| 8 \| 3 \| 3 \| 21 \| 10 \| +11 \| \| 3 \| Étoile sportive de Métlaoui \| 22 \| 14 \| 6 \| 4 \| 4 \| 15 \| 16 \| -1 \| \| 4 \| Stade gabésien \| 18 \| 14 \| 4 \| 6 \| 4 \| 14 \| 14 \| 0 \| \| 5 \| Avenir sportif de Gabès P \| 17 \| 14 \| 3 \| 8 \| 3 \| 21 \| 19 \| +2 \| \| 6 \| Avenir sportif de La Marsa \| 14 \| 14 \| 3 \| 5 \| 6 \| 11 \| 15 \| -4 \| \| 7 \| Club sportif de Hammam Lif \| 12 \| 14 \| 2 \| 6 \| 6 \| 14 \| 25 \| -11 \| \| 8 \| Olympique de Béja P \| 8 \| 14 \| 1 \| 5 \| 8 \| 15 \| 25 \| -10 \| | - 1er, 2e et 3e : Qualifiés pour les play-off - 4e, 5e, 6e et 7e : Qualifiés pour les play-out - 8e : Relégué en Ligue II 2017-2018 Abréviations - T : Tenant du titre - C : Vainqueur de la coupe de Tunisie 2016 - P : Promus de Ligue II 2015-2016 |     |    |   |   |   |    |    |      |
| Rang | Équipe | Pts | J  | G | N | P | Bp | Bc | Diff |
| 1 | Espérance sportive de Tunis C | 29  | 14 | 8 | 5 | 1 | 19 | 6  | +13  |
| 2 | Club africain | 27  | 14 | 8 | 3 | 3 | 21 | 10 | +11  |
| 3 | Étoile sportive de Métlaoui | 22  | 14 | 6 | 4 | 4 | 15 | 16 | -1   |
| 4 | Stade gabésien | 18  | 14 | 4 | 6 | 4 | 14 | 14 | 0    |
| 5 | Avenir sportif de Gabès P | 17  | 14 | 3 | 8 | 3 | 21 | 19 | +2   |
| 6 | Avenir sportif de La Marsa | 14  | 14 | 3 | 5 | 6 | 11 | 15 | -4   |
| 7 | Club sportif de Hammam Lif | 12  | 14 | 2 | 6 | 6 | 14 | 25 | -11  |
| 8 | Olympique de Béja P | 8   | 14 | 1 | 5 | 8 | 15 | 25 | -10  |

#### Résultats
| Résultats (▼dom., ►ext.)                                   | EST | ESM | CA  | CSHL | ASM | SG  | ASG | OB  |
| EST                                                        |     | 3-0 | 1-1 | 0-0  | 0-0 | 2-1 | 2-0 | 2-1 |
| ESM                                                        | 0-1 |     | 0-2 | 2-1  | 1-0 | 0-0 | 2-1 | 2-1 |
| CA                                                         | 1-0 | 1-2 |     | 2-0  | 2-1 | 0-1 | 2-1 | 3-0 |
| CSHL                                                       | 1-1 | 2-2 | 1-4 |      | 1-1 | 0-0 | 1-3 | 1-0 |
| ASM                                                        | 0-2 | 0-1 | 1-0 | 2-0  |     | 0-0 | 2-2 | 3-2 |
| SG                                                         | 0-2 | 1-0 | 0-1 | 2-3  | 2-0 |     | 1-1 | 1-0 |
| ASG                                                        | 1-1 | 1-1 | 1-1 | 5-2  | 0-0 | 2-2 |     | 2-0 |
| OB                                                         | 0-2 | 2-2 | 1-1 | 1-1  | 2-1 | 3-3 | 1-1 |     |
| - Victoire à domicile - Match nul - Victoire à l'extérieur |     |     |     |      |     |     |     |     |

## Seconde phase

### Play-off
| \| Rang \| Équipe \| Pts \| J \| G \| N \| P \| Bp \| Bc \| Diff \| \| ---- \| ------------------------------ \| --- \| -- \| - \| - \| - \| -- \| -- \| ---- \| \| 1 \| Espérance sportive de Tunis C \| 26 \| 10 \| 8 \| 2 \| 0 \| 18 \| 2 \| +16 \| \| 2 \| Étoile sportive du Sahel T \| 22 \| 10 \| 7 \| 1 \| 2 \| 16 \| 9 \| +7 \| \| 3 \| Club africain \| 16 \| 10 \| 5 \| 1 \| 4 \| 17 \| 11 \| +6 \| \| 4 \| Club sportif sfaxien \| 12 \| 10 \| 3 \| 3 \| 4 \| 11 \| 10 \| +1 \| \| 5 \| Étoile sportive de Métlaoui \| 9 \| 10 \| 2 \| 3 \| 5 \| 8 \| 18 \| -10 \| \| 6 \| Union sportive de Ben Guerdane \| 1 \| 10 \| 0 \| 1 \| 9 \| 0 \| 20 \| -20 \| | - 1er et 2e : Qualifiés pour la Ligue des champions 2018 - 3e et 4e : Qualifiés pour la coupe de la confédération 2018 Abréviations - T : Tenant du titre - C : Vainqueur de la coupe de Tunisie 2016 - P : Promus de Ligue II 2015-2016 |     |    |   |   |   |    |    |      |
| Rang | Équipe | Pts | J  | G | N | P | Bp | Bc | Diff |
| 1 | Espérance sportive de Tunis C | 26  | 10 | 8 | 2 | 0 | 18 | 2  | +16  |
| 2 | Étoile sportive du Sahel T | 22  | 10 | 7 | 1 | 2 | 16 | 9  | +7   |
| 3 | Club africain | 16  | 10 | 5 | 1 | 4 | 17 | 11 | +6   |
| 4 | Club sportif sfaxien | 12  | 10 | 3 | 3 | 4 | 11 | 10 | +1   |
| 5 | Étoile sportive de Métlaoui | 9   | 10 | 2 | 3 | 5 | 8  | 18 | -10  |
| 6 | Union sportive de Ben Guerdane | 1   | 10 | 0 | 1 | 9 | 0  | 20 | -20  |

| Résultats (▼dom., ►ext.)                                   | EST | ESS | CA  | CSS | ESM | USBG |
| EST                                                        |     | 3-0 | 2-1 | 1-0 | 3-0 | 2-0  |
| ESS                                                        | 1-1 |     | 2-0 | 1-0 | 4-1 | 2-0  |
| CA                                                         | 0-2 | 1-2 |     | 2-1 | 2-0 | 6-0  |
| CSS                                                        | 0-0 | 3-2 | 1-1 |     | 3-0 | 2-0  |
| ESM                                                        | 0-2 | 0-1 | 1-2 | 3-1 |     | 2-0  |
| USBG                                                       | 0-2 | 0-1 | 0-2 | 0-0 | 0-1 |      |
| - Victoire à domicile - Match nul - Victoire à l'extérieur |     |     |     |     |     |      |

### Play-out
| \| Rang \| Équipe \| Pts \| J \| G \| N \| P \| Bp \| Bc \| Diff \| \| ---- \| ------------------------------ \| --- \| -- \| - \| - \| - \| -- \| -- \| ---- \| \| 1 \| Stade gabésien \| 23 \| 14 \| 6 \| 5 \| 3 \| 12 \| 7 \| +5 \| \| 2 \| Avenir sportif de Gabès \| 22 \| 14 \| 5 \| 7 \| 2 \| 12 \| 7 \| +5 \| \| 3 \| Club athlétique bizertin \| 19 \| 14 \| 5 \| 7 \| 3 \| 12 \| 10 \| +2 \| \| 4 \| Jeunesse sportive kairouanaise \| 18 \| 14 \| 4 \| 6 \| 4 \| 8 \| 7 \| +1 \| \| 5 \| Espérance sportive de Zarzis \| 18 \| 14 \| 5 \| 3 \| 6 \| 10 \| 14 \| -4 \| \| 6 \| Avenir sportif de La Marsa \| 18 \| 14 \| 4 \| 6 \| 4 \| 13 \| 11 \| +2 \| \| 7 \| Club sportif de Hammam Lif \| 16 \| 14 \| 4 \| 4 \| 6 \| 12 \| 13 \| -1 \| \| 8 \| Union sportive de Tataouine \| 12 \| 14 \| 2 \| 6 \| 6 \| 9 \| 19 \| -10 \| | - 6e : Barrages de relégation en Ligue II 2017-2018 - 7e et 8e : Relégués en Ligue II 2017-2018 Abréviations - T : Tenant du titre - C : Vainqueur de la coupe de Tunisie 2016 - P : Promus de Ligue II 2015-2016 |     |    |   |   |   |    |    |      |
| Rang | Équipe | Pts | J  | G | N | P | Bp | Bc | Diff |
| 1 | Stade gabésien | 23  | 14 | 6 | 5 | 3 | 12 | 7  | +5   |
| 2 | Avenir sportif de Gabès | 22  | 14 | 5 | 7 | 2 | 12 | 7  | +5   |
| 3 | Club athlétique bizertin | 19  | 14 | 5 | 7 | 3 | 12 | 10 | +2   |
| 4 | Jeunesse sportive kairouanaise | 18  | 14 | 4 | 6 | 4 | 8  | 7  | +1   |
| 5 | Espérance sportive de Zarzis | 18  | 14 | 5 | 3 | 6 | 10 | 14 | -4   |
| 6 | Avenir sportif de La Marsa | 18  | 14 | 4 | 6 | 4 | 13 | 11 | +2   |
| 7 | Club sportif de Hammam Lif | 16  | 14 | 4 | 4 | 6 | 12 | 13 | -1   |
| 8 | Union sportive de Tataouine | 12  | 14 | 2 | 6 | 6 | 9  | 19 | -10  |

| Résultats (▼dom., ►ext.)                                   | JSK | CAB | ESZ | UST | SG  | ASG | ASM | CSHL |
| JSK                                                        |     | 0-0 | 1-0 | 1-1 | 0-0 | 0-1 | 2-0 | 1-0  |
| CAB                                                        | 1-1 |     | 0-0 | 2-0 | 2-1 | 2-3 | 1-1 | 1-0  |
| ESZ                                                        | 0-0 | 0-1 |     | 1-0 | 1-0 | 1-0 | 3-2 | 1-4  |
| UST                                                        | 1-0 | 0-2 | 1-2 |     | 0-2 | 1-1 | 0-0 | 1-0  |
| SG                                                         | 1-0 | 1-0 | 2-1 | 1-1 |     | 1-1 | 0-0 | 2-0  |
| ASG                                                        | 0-0 | 0-0 | 1-0 | 4-0 | 0-0 |     | 0-2 | 1-0  |
| ASM                                                        | 0-1 | 1-1 | 2-0 | 2-0 | 0-1 | 0-0 |     | 2-2  |
| CSHL                                                       | 2-1 | 1-0 | 0-0 | 2-2 | 1-0 | 0-0 | 0-1 |      |
| - Victoire à domicile - Match nul - Victoire à l'extérieur |     |     |     |     |     |     |     |      |

- Match forfait pour l'UST

### Barrage de promotion
Le match de barrage de promotion entre le troisième du play-off de Ligue II et le sixième du play-out de Ligue I prend place le 3 juin. Le vainqueur de ce barrage obtient une place pour le championnat de Ligue I 2017-2018 tandis que le perdant rejoint la Ligue II.
| Match de barrage    | Avenir sportif de La Marsa (L1) | 0 - 2   | (L2) Club olympique de Médenine            | | |
| 3 juin 2017 16 h 30 |                                 | (0 - 1) | Ezzedine Ben Abid 44e · Sabri Lounis 90+4e | Stade Hamda-Laouani, Kairouan Spectateurs : 300 spectateurs Diffuseur : Télévision tunisienne 1 Arbitrage : Amir Ayadi | Stade Hamda-Laouani, Kairouan Spectateurs : 300 spectateurs Diffuseur : Télévision tunisienne 1 Arbitrage : Amir Ayadi |

### Meilleurs buteurs
| Rang | Joueur                   | Club          | Buts |
| ---- | ------------------------ | ------------- | ---- |
| 1    | Taha Yassine Khenissi    | ES Tunis      | 14   |
| 2    | Hamza Lahmar             | ES Sahel      | 10   |
| 3    | Ibrahim Chenihi          | Club africain | 9    |
| 4    | Diogo Da Silva Farias    | ES Sahel      | 8    |
| 5    | Alaeddine Bouslimi       | CS Hammam Lif | 7    |
| 5    | Mohamed Abdellah Soudani | US Tataouine  | 7    |

### Meilleurs passeurs
| Rang | Joueur           | Club          | Passes |
| ---- | ---------------- | ------------- | ------ |
| 1    | Anice Badri      | ES Tunis      | 6      |
| 1    | Seifeddine Jerbi | US Tataouine  | 6      |
| 2    | Saber Khalifa    | Club africain | 5      |
| 2    | Maher Hannachi   | CS Sfax       | 5      |
| 2    | Iheb Msakni      | ES Sahel      | 5      |

## Statistiques
- Meilleure attaque : Espérance sportive de Tunis (37 buts marqués)
- Meilleure défense : Espérance sportive de Tunis (8 buts encaissés)
- Meilleur buteur : Taha Yassine Khenissi (14 buts marqués)
- Premier but de la saison : Saber Khalifa (  19e) pour le Club africain contre le Club sportif de Hammam Lif (1-4), le 8 septembre 2016
- Dernier but de la saison :  Taha Yassine Khenissi (  50e) pour l'Espérance sportive de Tunis contre l'Étoile sportive du Sahel (3-0), le 18 mai 2017
- But le plus rapide d'une rencontre : Abdelkader Oueslati (  2e) pour le Club africain contre l'Étoile sportive de Métlaoui (2-0), le 16 octobre 2016
- Journée de championnat la plus riche en buts : 7e journée (28 buts)
- Journée de championnat la plus pauvre en buts : 3e journée (9 buts)
- Nombre de buts inscrits durant la saison : 39 buts
- Plus grand nombre de buts dans une rencontre : 7 buts
  - 5-2 lors du match Avenir sportif de Gabès - Club sportif de Hammam Lif, le 19 novembre 2016
- Plus large victoire à domicile : 6 buts d'écart
  - 6-0 lors du match Club africain - Union sportive de Ben Guerdane, le 2 avril 2017
- Plus large victoire à l'extérieur : 3 buts d'écart
  - 1-4 lors du match Club africain - Club sportif de Hammam Lif, le 8 septembre 2016
- Plus grand nombre de buts en une mi-temps : 4 buts
  - 2e mi-temps du match Club africain - Union sportive de Ben Guerdane, le 2 avril 2017
- Plus grand nombre de buts dans une rencontre par un joueur : 3 buts
  -  Rami Bedoui (  4e   27e   90+2e) pour le match Étoile sportive du Sahel - Étoile olympique de Sidi Bouzid (4-2), le 19 novembre 2016
- Coup du chapeau le plus rapide : 90+2 minutes
  -  Rami Bedoui (  4e   27e   90+2e) pour le match Étoile sportive du Sahel - Étoile olympique de Sidi Bouzid (4-2), le 19 novembre 2016
- Coup du chapeau de la saison :  Rami Bedoui (  4e   27e   90+2e) pour le match Étoile sportive du Sahel - Étoile olympique de Sidi Bouzid (4-2), le 19 novembre 2016
- Plus grande série de victoires : 5 victoires pour l'Espérance sportive de Tunis entre la 1re et la 5e journée retour du play-off
- Plus grande série de défaites : 4 défaites pour l'Avenir sportif de La Marsa entre la 1re et la 4e journée
- Plus grande série de matchs sans défaite : 12 matchs pour l'Espérance sportive de Tunis entre la 1re et la 12e journée du play-off
- Plus grande série de matchs sans victoire : 10 matchs pour l'Avenir sportif de La Marsa entre la 1re et la 10e journée
- Plus grande série de matchs avec au moins un but marqué : 11 matchs pour l'Avenir sportif de Gabès entre la 1re et la 11e journée (série en cours)
- Plus grande série de matchs sans but marqué : 3 matchs pour la Jeunesse sportive kairouanaise entre la 4e et la 6e journée
- Plus grand nombre de spectateurs dans une rencontre :
- Plus petit nombre de spectateurs dans une rencontre :
- Champion d'automne : Étoile sportive du Sahel (groupe A) et Espérance sportive de Tunis (groupe B)
- Champion : Espérance sportive de Tunis

## Bilan de la saison
| Championnat de Tunisie de football 2016-2017                        |                                         |
| Champion                                                            | Espérance sportive de Tunis (27e titre) |
| Qualifications continentales                                        |                                         |
| Ligue des champions de la CAF 2018                                  | Espérance sportive de Tunis             |
| Ligue des champions de la CAF 2018                                  | Étoile sportive du Sahel                |
| Coupe de la confédération 2018                                      | Club africain                           |
| Coupe de la confédération 2018                                      | Union sportive de Ben Guerdane          |
| Promotions et relégations                                           |                                         |
| Promus en Championnat de Tunisie de football                        | Stade tunisien                          |
| Promus en Championnat de Tunisie de football                        | Union sportive monastirienne            |
| Promus en Championnat de Tunisie de football                        | Club olympique de Médenine              |
| Relégués en Championnat de Tunisie de football de deuxième division | Avenir sportif de La Marsa              |
| Relégués en Championnat de Tunisie de football de deuxième division | Club sportif de Hammam Lif              |
| Relégués en Championnat de Tunisie de football de deuxième division | Union sportive de Tataouine             |
| Relégués en Championnat de Tunisie de football de deuxième division | Étoile olympique de Sidi Bouzid         |
| Relégués en Championnat de Tunisie de football de deuxième division | Olympique de Béja                       |